# Trowbridge
Trowbridge este un oraș în Regatul Unit, reședință comitatului Wiltshire, în regiunea South West, Anglia. Orașul se află în districtul West Wiltshire a cărui reședință este de asemenea. 
1. ↑   http://www.fallingrain.com/world/UK/P8/Trowbridge.html Lipsește sau este vid: |title= (ajutor)